# بولشوی اوتیاش
بولشوی اوتیاش (انگلیسی: Bolshoy Utyash) یک شهرک در شهرستان گافوریسکی استان باشقیرستان کشور روسیه است.